# Поли (филм)
„Поли“ (на английски: Paulie) е американски игрален филм (комедия, драма, фентъзи, приключенски) от 1998 година на режисьора Джон Робъртс, по сценарий на Лори Крейг. Музиката е композирана от Джон Дебни. Филмът излиза на екран на 17 април 1998 г.

## Актьорски състав
| Роля          | Изпълнител                                                 |
| ------------- | ---------------------------------------------------------- |
| Поли          | Джей Мор (глас)                                            |
| Миша          | Тони Шалуб                                                 |
| Айви          | Джeна Роуландс                                             |
| Мари Алуетър  | Хали Айсенбърг (като дете) Трини Алварадо (като възрастна) |
| Иганцио       | Чийч Марин                                                 |
| Д-р Рейнгхолд | Брус Дейвисън                                              |
| Арти          | Бъди Хакет                                                 |
| Уорън Алуетър | Мат Крейвън                                                |
| Вирджил       | Бил Кобс                                                   |

## Дублажи

### Арс Диджитал Студио(Александра Видео) (1999)
| Превод              | Кристин Балчева                                              |
| Режисьор на дублажа | Чавдар Монов                                                 |
| Тонрежисьор         | Венислава Николова                                           |
| Озвучаващи артисти  | Василка Сугарева Елена Русалиева Калин Сърменов Даниел Цочев |

### Медия линк (2017)
| Превод              | Кати Бобева                                                                     |
| Режисьор на дублажа | Михаела Минева                                                                  |
| Тонрежисьор         | Стамен Янев                                                                     |
| Озвучаващи артисти  | Петя Силянова Златина Тасева Стефан Сърчаджиев-Съра Цанко Тасев Димитър Иванчев |